# TEN6
TEN6（テンシックス）は、日本のアイドルグループ。2015年1月に結成。大阪府の天六（天神橋筋六丁目）を拠点に、地元に愛され、地元に貢献できることを活動目標に誕生。オーディションはサンテレビの『ケンコバのバコバコテレビ』のコーナー内にて行われ、同番組のコーナーにレギュラー出演し、ロケやライブの他、様々な企画を行っていたが、2020年2月放送分をもってコーナーは終了。
初期メンバーは加納彩夏、駒井まち、志築杏里、近澤愛菜、永岡侑奈、前田みつき（デビューシングル選抜メンバー）、井鈴ひな、大出未季、北丘杏樹、咲良みなみ、MIU、ゆめの12人であった。志築が2020年11月24日をもって脱退したことで、初期メンバー全員が卒業（脱退）。

## メンバー
- 大木場美鈴
- 早耶歌

### 旧メンバー
- 永岡侑奈（結成 - 2017年12月）

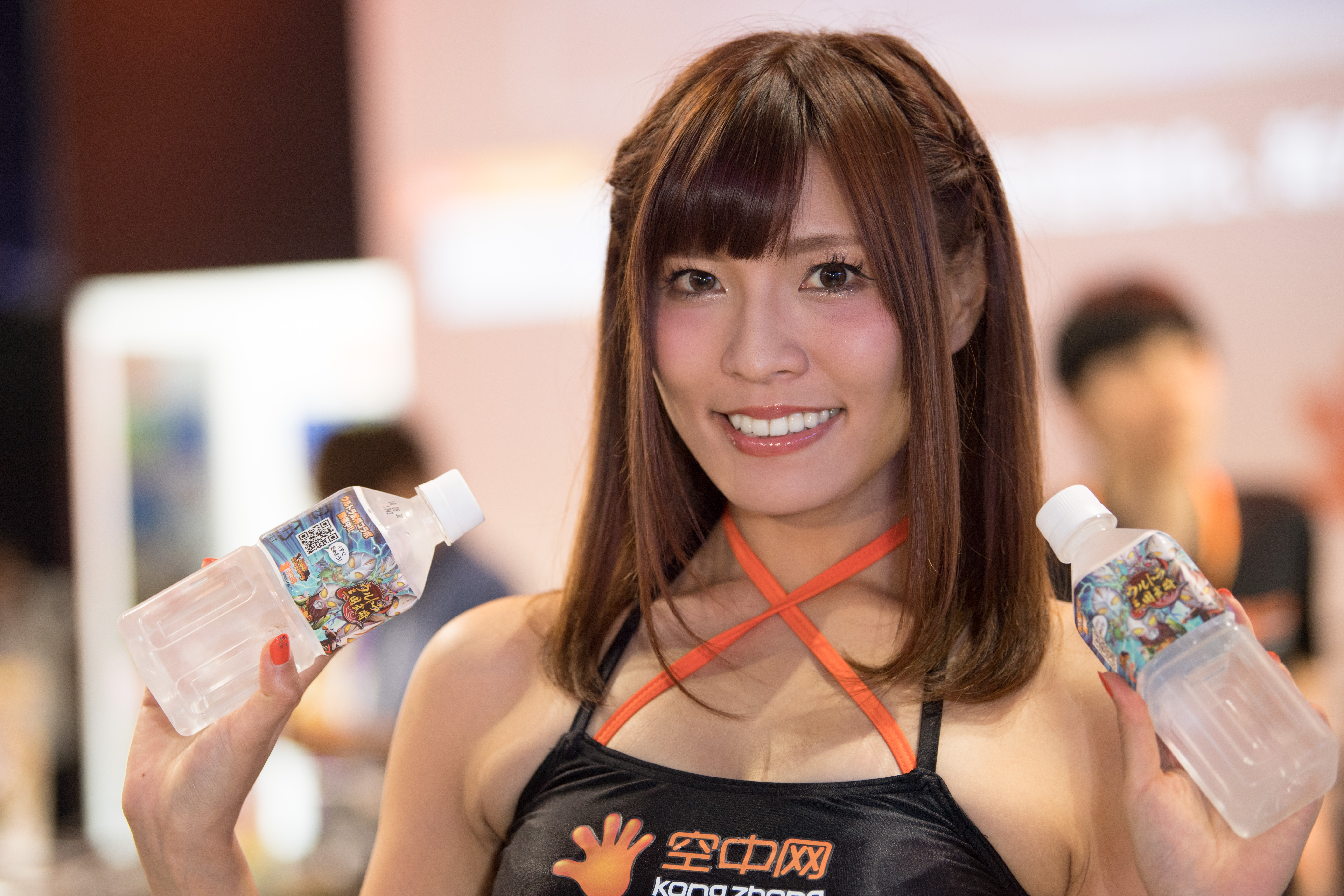
大出未季（2017年9月、東京ゲームショウにて）

- 前田みつき(卒業後は「mm limit」としてバンド活動を行う。FM802主催MINAMI WHEELにも出演。ライブハウス「長堀橋WAXX」の元店長。)
- 近澤愛菜（結成 - 2016年6月[2]）
- 駒井まち
- 加納彩夏
- 咲良みなみ（結成 - 2016年6月[2]）
- MIU（結成 - 2016年6月[2]）
- ゆめ（結成 - 2016年6月[2]）
- 大出未季（結成 - 2016年6月[2]。卒業後はイー・スマイルに所属[3]）
- 井鈴ひな
- 北丘杏樹
- 赤星栄里
- 山本美優
- 松本カナ
- 西野エミリ
- 梅田愛美
- Rina
- 松村晏珠
- 三田愛美
- 志築杏里（結成 - 2020年11月24日）
- 桃瀬綺姫（2020年11月24日をもって脱退）
- 東方あい（2021年8月28日をもって卒業）
- 藍川はるか（サポートメンバー）[4]

## 出演

### テレビ
- ケンコバのバコバコテレビ（2015年1月 - 2020年2月、サンテレビ） - コーナーレギュラー
- すもももももも!ピーチCAFÉ（読売テレビ）

### ラジオ
- TEN6のオネガイFREEDOM（ウメダFM） - レギュラー
- 夜マンデー上陸作戦!（エフエム宝塚）

### CM
- フリーダムビル

## 作品

### シングル
- 「FREEDOM」（2015年4月5日、YKTS-0403）
Freedom/消えない記憶
- 「TENJINBASHI FOREVER」（2016年7月16日、VMCD-10033）
TENJINBASHI FOREVER/笑顔のチカラ
- 「大阪☆RASPBERRY」（2018年7月25日、VMCD-10036）
大阪☆RASPBERRY/IDENTITY
- 「青のシンフォニー」

## イベント・ライブ
- 「TEN6 ワンダーランド」 （2016年5月8日、京橋ベロニカ）
- 「極楽嬢℃」（2016年4月3日、Live House D）
- 「KANSAI IDOL SOUND SCRAMBLE」（京橋ベロニカ）
- 城北公園フェア2015
- 京セラドーム大阪 BlueSkyStage
- 「Bs神戸夏祭り」メインステージ（ほっともっとフィールド神戸）
- 道頓堀船上チャリティライブ「Wonder Osaka VOL.6」
- 「KANSAI IDOL SOUND SCRAMBLE VOL.2」（Hills パン工場）